# Доходный дом Ляхмаер
Доходный дом Ляхмаер — памятник архитектуры и объект культурного наследия регионального значения, который находится в Ростове-на-Дону по адресу улица Ульяновская, 60/1, на углу с Ворошиловским проспектом. Охраняется законом согласно Постановлению Администрации Ростовской области от 09.10.1998 года № 411 «О принятии на государственную охрану памятников истории и культуры Ростова-на-Дону и способах по их охране». Согласно Постановлению от 20.12.2016 года № 488 утверждены границы памятника.

## История
Дом расположен в центральной исторической части города. Известно, что в конце XIX века он уже был построен, так как в январе 1899 года Екатерина Петровна Ляхмаер стала его владелицей, в ее собственности оказался также еще один участок. Их общая площадь составила 940 квадратных метров. На земельном участке она построила четырехэтажный дом, который получил адрес Канкринская, 70/9, проулок Большой. В июле 1900 года появилась информация о том, что санитарный комитет считает усадьбу Ляхмаер небезопасной для санитарно-эпидемиологического состояния города и считает необходимым закрыть все квартиры в доме, а людям, которые арендуют там жилье, необходимо будет переселиться в другие квартиры. Постояльцы все-таки остались в доме, но на участке была организована уборка, а хозяйка усадьбы должна была оплатить штраф в размере 15 рублей и еще 40 рублей в качестве затрат на уборку. Ежегодная прибыль от дома составляла 1030 рублей. В апреле 1907 года были проведены некоторые действия с указанной недвижимостью. Поверенным в делах Екатерины Ляхмаер был знаменитый ростовский юрист и домовладелец Черников А. Л., он продал доходный дом за 30 тысяч рублей помещице Анне Ященковой, она в свою очередь заложила дом этому же адвокату А. Л. Черникову и купцу Токареву. Известно, что с 1910 года собственником дома был присяжный поверенный Черников Абрам Лазаревич. Он же, владел еще одним памятником архитектуры в городе по адресу пр. Чехова, 17, литер А. (Приказ министерства культуры Ростовской области от 25.04.2017 № 69-17) «Особняк А. Л. Черникова», до 1917 года адрес Малый проспект 15.